# برولوغ
البرولوغ (Prolog) هي لغة برمجة منطقية. الاسم مأخوذ من الفرنسية programmation en logique (برمجة المنطق)، تم اختراع اللغة بواسطة ألين كولميرايور حوالي العام 1972. كانت محاولة لجعل لغة البرمجة قادرة على استخدام عبارات منطقية بدل أن تكون تعليمات محددة تلقن إلى الحاسوب. صممت اللغة أساسًا لتستخدم في عمل برامج معالجة اللغات الطبيعية.
تستخدم لغة البرولوغ في العديد من برامج الذكاء الاصطناعي وبرامج معالجة اللغات الطبيعية. عبارات وقواعد اللغة تعتبر بسيطة جداً وواضحة (يتم كتابة البرنامج بالكامل باستخدام الحقائق والقواعد). العديد من الباحثين الذين يقودون تطبيقات حديثة للبرولوغ التي جاءت نتيجة استخدام نسخات مختلفة من البرولوغ كنواة في مشاريع أنظمة حاسوب الجيل الخامس (fifth generation computer systems اختصارًا FGCS).

## الحقائق Facts
تختلف طريقة البرمجة في برولوغ عن اللغات التقليدية. في بورلوغ يتم كتابة الحقائق (Facts) والقواعد (Rules) في قاعدة بيانات، ثم يتم كتابة إستفسارت queries من قاعدة البيانات. الحقية عبارة عن سند (predicate) (الوحدة الأساسية للبرولوغ). يتكون السند من رأس (head) وعدد من الوسائط (arguments). مثال
```
cat(tom).
```

في هذا المثال نقول ببساطة أن هناك توم 'tom' وهو قط 'cat'،بتعبير أدق 'cat' هو رأس (head) السند و'tom' هو وسيطة (argument). هنا عدد من الإستفسارات التي يمكن سؤالها بناء على هذه الحقيقة:
هل توم قط (is tom a cat)؟
```
?- cat(tom). 
  yes.
```

ببساطة هنا نسأل إذا توم قط ويجيبنا برولوغ بنعم (yes).
ما هي الأشياء التي هي قط (what things are cats)؟
```
?- cat(X). 
  X = tom;
  non
```

## القواعد Rules
أن النوع الثاني من العبارت في برلوغ هي القواعد:
```
father(X,Y) :- parent(X,Y),male(X).
```

## أنواع المعلومات Data types
لا تحتوي لغة البرولوغ على أنواع معلومات (Data types) تقليدية كلغات البرمجة التقليدية الأخرى. ولكن على عناصر تركيبية (lexical elements).

### الذرات Atoms
يعرف النص الثابت في برولوغ بمعنى الذرات Atoms. الذرة عبارة عن سلسلة من الحروف، الأرقام ورمز الشارحة-السفلية (_) (underscores) على أن يبدأ النص بحرف إنجليزي صغير (lower-case). عادة، إذا كان هناك رمز ليس بحرف أو رقم فأنه يوضع بين (علامة التنصيص الأحادية) (مثال '+' يعتبر ذرة، في حين + يعتبر معامل)asxaxascsadcvsdcddddd

### الأرقام
معظم نسخ البرلوغ لاتميز بين الأعداد الصحيحة والأعداد الحقيقية.

### المتغيرات Variables
يعبر المتغيرات Variables عن نص يتكون من الحروف، الأرقام ورمز شرطة-السفلية (_) على أن يبدأ النص بحرف إنجليزي كبير (upper-case). على عكس اللغات القولية (imperative programming languages) في بيئة البرولوغ المتغير ليس مكان في الذاكرة (مستوعب) يمكن تخزين القيم فيه. تصرف المتغيرات يتبع النمط لإيجاد القيمة.